# Christian Doumairon
Christian Doumairon, né le 16 mars 1934 à Béziers et mort le 6 avril 2022, est un prêtre catholique français du diocèse de Montpellier.

## Enfance et formation
À partir de ses 14 ans, il fréquente le patronage des Pères de Timon-David dans lequel il crée l'atelier d'art dramatique.
En 1952, il entre au grand séminaire de Montpellier, mais interrompt sa formation pendant 2 ans pour aller faire son service militaire en Algérie comme infirmier à la base aérienne de Maison-Blanche (Algérie).
De retour à Montpellier, il est ordonné prêtre par Monseigneur Tourel le 18 décembre 1960 en la chapelle de l'hôpital général, place Albert-Ier à Montpellier.

## Ministères paroissiaux
Pour son premier ministère, Christian Doumairon est nommé vicaire à la paroisse Sainte Jeanne D'Arc, puis professeur à l'Enclos Saint-François le 1er juillet 1963.
Après un passage à la paroisse Saint-Joseph de Sète (à partir du 6 juillet 1966), il est nommé à la paroisse Sainte Bernadette à Montpellier, le 17 septembre 1970.
Entre les années 1973 et 1980, il est responsable des trois paroisses que sont Le Crès, Clapiers et Jacou où il crée l'association Espoir Tiers Monde (dissoute en 1996).
En juin 1996, il est nommé par Mgr Louis Boffet, curé de la paroisse des Saints-François en pleine reconstruction.
Il y restera jusqu'en 2010, date à laquelle il prend sa retraite.

## Activités dans le domaine de la communication

### Radio Maguelone
Il est nommé en juillet 1978 délégué diocésain des moyens de communication sociale, et profite de l'émergence des radios libres les années suivantes pour lancer le 3 avril 1983 (jour de Pâques) la première radio chrétienne de Montpellier: Radio Maguelone en compagnie de Robert Scotto et de Louis Secondy. En 1992, Radio Maguelone devient RCF Maguelone et émet à plus de 200km à la ronde.

### Interview de Georges Brassens
À l'occasion de la fête de la Toussaint en 1980, il réalise une interview de Georges Brassens sur le thème de la vie, la mort et Dieu dans tout ça
.

## Activités dans le domaine de la culture
Christian Doumairon est nommé en 1995 délégué épiscopal aux réalités touristiques, aux loisirs et à la culture. Dans la foulée il crée l'association Chrétiens et Cultures qui soutiendra la production de nombreuses activités culturelles dans le diocèse.

### La messe de l'an 2000
Le spectacle de la messe de l'an 2000 le 2 décembre 1998 à l'opéra de Montpellier est le premier évènement culturel diocésain dirigé par le père Doumairon.

### Le festival chrétien du cinéma
En 1998, Christian Doumairon crée le festival chrétien du cinéma . Ce festival se distingue par une sélection de films axée autour d'un thème général différent chaque année, et qui permet au public de dialoguer avec les metteurs en scène ou les acteurs.

### Le festival inter-religieux de musiques sacrées
À la suite des évènements du 11 septembre 2001, Christian Doumairon créé avec des responsables juifs et musulmans le festival inter-religieux de musiques sacrées qui propose des spectacles de musique et de danse dans plusieurs villes du département de l'Hérault.

## Distinctions
Le 22 décembre 2000, il est fait Chevalier de l'Ordre National du Mérite par le maire de Montpellier Georges Frêche.